# Big Finish Productions
Big Finish Productions — заснована 1996 року британська компанія, що випускає аудіопостановки, аудіо- й друковані книги, один з найбільших роботодавців країни для акторів озвучування. Big Finish відома своїми аудіосеріями на основі культових фантастичних власностей, насамперед всесвіту «Доктора Хто», за участю оригінальних виконавців ролей.
Засновник компанії Джейсон Гейґ-Еллері й Ніколас Бріґґс є співвиконавчими продюсерами. Назва походить від епізоду «The Big Finish» серіалу «Юнкори» Стівена Моффата. 1998 року компанія випустила першу з «Нових пригод Берніс Саммерфілд» за ліцензією від Virgin, наступного року — першу з ліцензованих BBC, аудіодраму «Сирени часу» з Пітером Девісоном, Коліном Бейкером і Сильвестром Мак-Коєм. Відтоді більшість Докторів, і всього понад сто акторів, із медіафраншизи озвучили своїх персонажів. 
Крім основаних на серіалі «Доктор Хто» та його спінофах («Торчвуд», «Пригоди Сари Джейн», «UNIT», «Клас», «Щоденник Рівер Сонг», «Пригоди Восьмого Доктора»), Big Finish видає аудіосерії за іншими серіалами («Похмурі тіні», «Сімка Блейка», «Космос: 1999», «Зоряна брама», «Горець», «Темний сезон») і класикою («Шерлок Холмс», «Дракула», «Портрет Доріана Грея»), а також оригінальні твори («ATA Girl», «Цицерон», «The Human Frontier»). З 2009 року виходить безплатний щомісячний журнал «Vortex», в якому презентуються, рецензуються й доповнюються інтерв'ю нові аудіотвори.
Роботи Big Finish відзначені нагородами «Аудіодрама BBC», «Audie» й «Scribe». 2021 року серія «Доктор Хто: Щомісячні пригоди» була занесена до книги рекордів Гіннеса як найтриваліший науково-фантастичний аудіосеріал.